# Cape Carysfort
Cape Carysfort är en udde i territoriet Falklandsöarna (Storbritannien). Den ligger i den östra delen av ögruppen, 30 km norr om huvudstaden Stanley.